# Marsilio Pasotti
Marsilio Pasotti, dit Pam, né le 6 mars 1939 à Lumezzane (province de Brescia) et mort le 2 août 1989 à 50 ans des suites de maladie, est un pilote automobile italien de courses de côte et de circuits à bord de voitures de sport de type Tourisme, Grand Tourisme et Sport-prototypes, entre autres spécialiste de courses d'endurance durant les années 1970. 

## Biographie

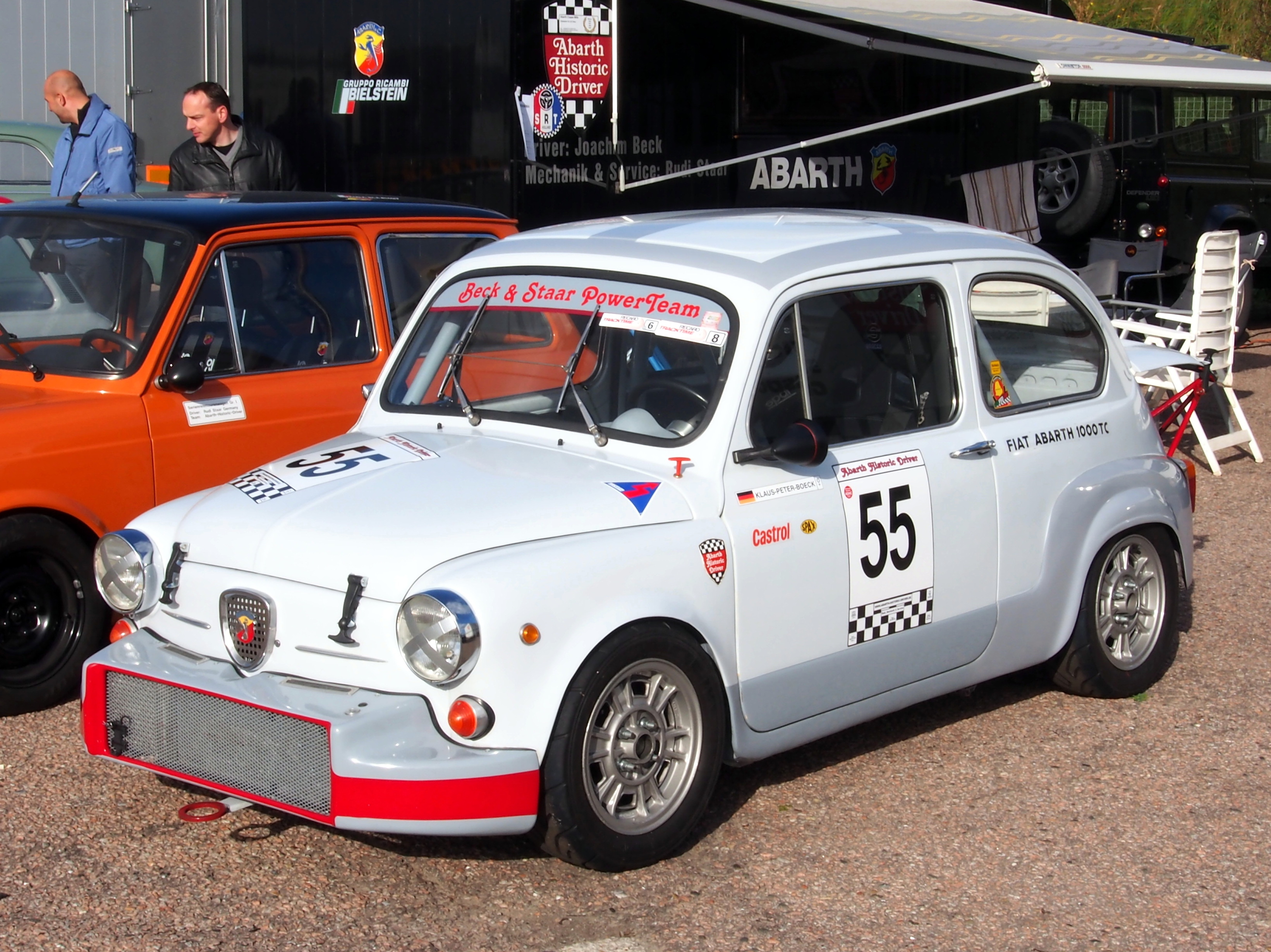
Un exemplaire de Fiat Abarth 1000 TC.

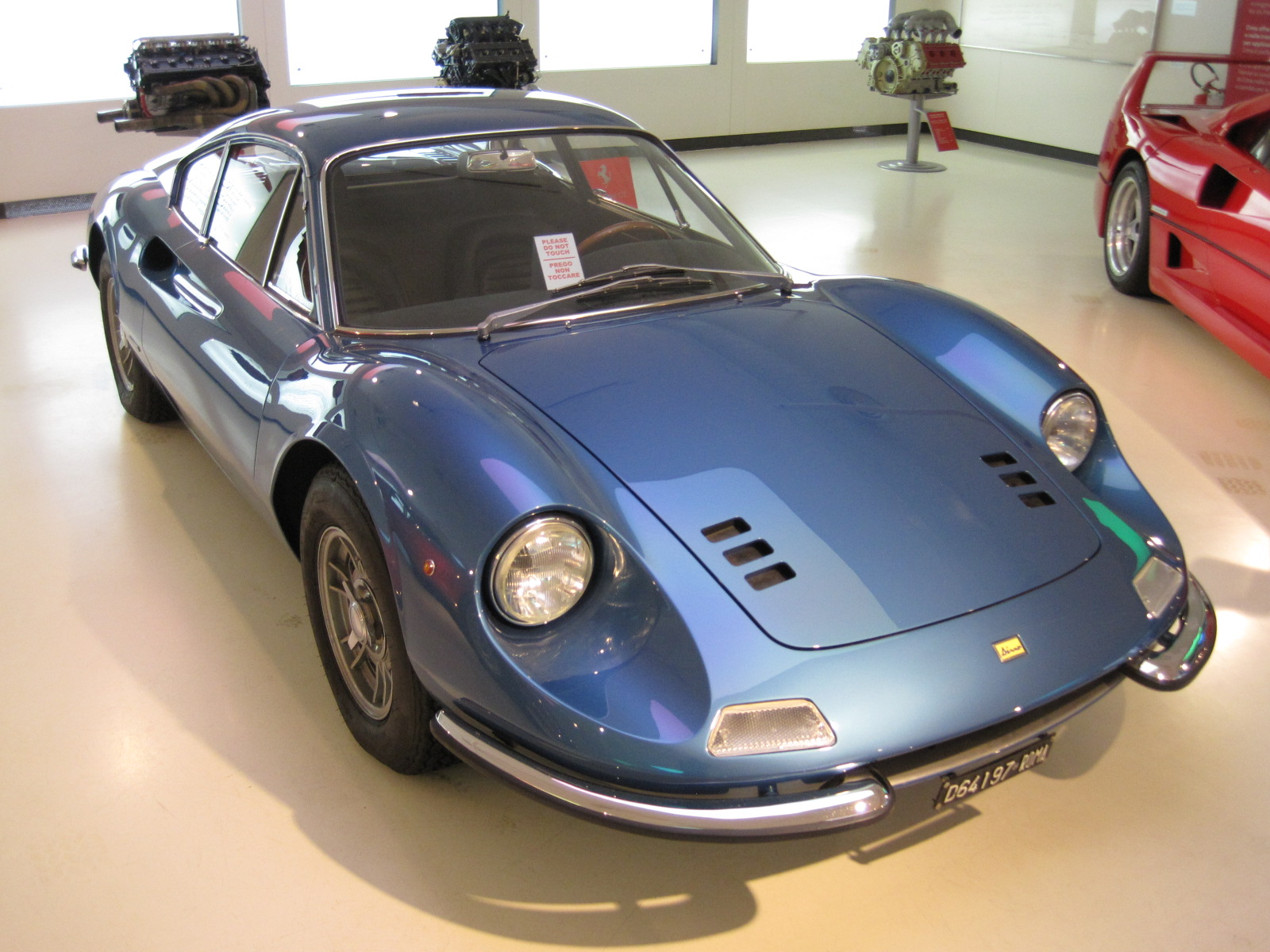
Exemple de Ferrari Dino 206S (ici de 1967).

Il dispute sa carrière sur près de trois décennies, entre la fin des années 1950 en club de course italien -courses de côte régionales- et 1977 (encore 7e lors de la Targa Florio sur Porsche 911 Carrera RS), avant de migrer définitivement vers des courses VHS.
En 1962, il devient pilote officiel Abarth et évolue concomitamment sur monoplace en Championnat d'Italie de Formule Junior (avec une Lotus 18, 3e du Grand Prix de Garde).
Il remporte trois épreuves du Championnat du monde des voitures de sport: la Coppa Cittá di Enna en 1962 (avec Giancarlo Scotti (de) sur Fiat-Abart 1000) et 1966 (sur Dino 206 S), ainsi que   la Coppa Maifredi en 1963 organisée au circuit du lac de Garde (avec Benedetto Guarini sur Fiat-Abarth 1000 "Bialbero", pour une épreuve spécifique de Grand Tourisme).
En 1962, il gagne aussi la Coppa Carri à l'Autodromo Nazionale di Monza (une autre course de GT, pour voitures de 850 cm3).
Il s'impose également en Championnat d'Europe FIA des voitures de tourisme, obtenant le titre de Champion d'Europe de Division 1 en 1969 sur Abart 1000 TC Groupe 5 (le team Abarth Corse étant aussi champion des constructeurs D1, et en utilisant une Alfa Romeo 1600 GTA en toute fin de saison à Jarama) après avoir été troisième la saison précédente (victoire absolue au 1 Heure de Belgrade 1969, et victoires de classe 1969 aux Budapest Nagydij du Nepligét Park, Grosser Preis der Tourenwagen Nürburgring Nordschleife et 3 Heures de Jarama, après une victoire de classe 1968 au Grand Prix de Belgrade - plus quelques trophées au passage en Challenge du Groupe 5, lui permettant d'obtenit dans ce dernier une première place en 1969, et une deuxième en 1968-).
Remportant une victoire de classe Sport lors de la Targa Florio 1970, il dispute encore quelques courses du Championnat d'Europe de la montagne entre 1967 et 1973, s'imposant à quatre reprises à Borno (Vallecamonica), en 1967, 1971, 1972 et 1973 (ainsi qu'en championnat d'Italie seul lors de Sarezzo-Lumezzane en 1966, puis en 1970 pour la Scuderia Brescia Corse lors de Monte Maddalena, de Bolzano-Mendola, et d'Alcamo-Monte Bonifato, et enfin en 1971 au Monte Maddalena). 
Il participe enfin aux 24 Heures du Mans en 1973 sur Alfa Romeo Tipo 33 TT3 3L.V8 de l'équipe de Brescia et termine alors à la 15e place, notamment avec le pilote de Tourisme Carlo Facetti. La même année il finit 5e des 1 000 kilomètres de Monza, et 7e de ceux de Zeltweg (avec la même voiture).
Sa dernière apparition derrière un volant a lieu lors des Mille Miglia Storica, à bord d'une Bentley.
Une course de côte historique, la Coppa Pam-Marsilio Pasotti, fut organisée à Brescia après son décès, ainsi qu'annuellement en voile (dont il était un fervent adepte) le Pam-Marsilio Pasotti Trophy sur le lac de Garde (au bord duquel il possédait un atelier de construction).